# Viveka Frykman Kull
Viveka Agnes Maria Frykman Kull, född 21 april 1959 i Norrtälje, är en svensk överläkare och forskare på Danderyds sjukhus. Sedan sommaren 2022 är hon första livmedici vid Kungliga Läkarstaten.

## Biografi
Viveka Frykman Kull är kardiolog och huvudprocessledare för arytmi på Danderyds sjukhus. Hon är även specialistläkarchef på hjärtkliniken och forskar inom området hjärtarytmier. År 2020 blev hon livmedikus och sedan 2022 är hon första livmedikus. Därmed är hon den läkare, som Svenska kungafamiljen kontaktar först för medicinska råd. Frykman Kull är Sveriges första kvinnliga första livmedici.
År 2016 tilldelades hon Svenska Läkaresällskapets etikpris, Hippokrakratespriset och Clarence Blomquist-medaljen i silver.